# Diplycosia lotungensis
Diplycosia lotungensis är en ljungväxtart som beskrevs av G.C.G. Argentina. Diplycosia lotungensis ingår i släktet Diplycosia och familjen ljungväxter. Inga underarter finns listade i Catalogue of Life.